# Лакруа-Фальгард
Лакруа́-Фальга́рд (фр. Lacroix-Falgarde, окс. La Crotz e Falgarda) — коммуна во Франции, находится в регионе Юг — Пиренеи. Департамент — Верхняя Гаронна. Входит в состав кантона Кастане-Толозан. Округ коммуны — Тулуза.
Код INSEE коммуны — 31259.

## География
Коммуна расположена приблизительно в 600 км к югу от Парижа, в 12 км к югу от Тулузы.
На западе коммуны протекает река Арьеж.

## Климат
Климат умеренно-океанический. Зима мягкая и снежная, весна характеризуется сильными дождями и грозами, лето сухое и жаркое, осень солнечная. Преобладают сильные юго-восточные и северо-западные ветры.

## Население
Население коммуны на 2010 год составляло 2028 человек.
| 1962 | 1968 | 1975 | 1982 | 1990 | 1999 | 2010 |
| ---- | ---- | ---- | ---- | ---- | ---- | ---- |
| 370  | 415  | 625  | 1148 | 1478 | 1485 | 2028 |

## Администрация
| Период | Период | Фамилия         | Партия                                     | Примечания |
| ------ | ------ | --------------- | ------------------------------------------ | ---------- |
| 1959   | 1965   | Жан Кру         | Французская секция Рабочего интернационала |            |
| 1965   | 1971   | Лоран Руффье    |                                            |            |
| 1971   | 1989   | Эньян Сер       |                                            |            |
| 1989   | 2001   | Розандо Кобе    | Социалистическая партия                    |            |
| 2001   | 2014   | Кристоф Лаверти | Разные левые                               |            |
| 2014   | 2020   | Мишель Шалье    | беспартийный                               |            |

## Экономика
В 2010 году среди 1262 человек трудоспособного возраста (15—64 лет) 979 были экономически активными, 283 — неактивными (показатель активности — 77,6 %, в 1999 году было 70,2 %). Из 979 активных жителей работали 907 человек (476 мужчин и 431 женщина), безработных было 72 (38 мужчин и 34 женщины). Среди 283 неактивных 103 человека были учениками или студентами, 120 — пенсионерами, 60 были неактивными по другим причинам.

## Достопримечательности
- Замок Лакруа (XVI век). Исторический памятник с 1958 года[4]
- Церковь Нотр-Дам

## Фотогалерея
- Замок Лакруа
- Интерьер замка Лакруа
- Карта коммуны